# روزهای ترک و جدایی
روزهای ترک و جدایی (ایتالیایی: I giorni dell'abbandono) یک فیلم ایتالیایی به کارگردانی روبرتو فائنتسا است که در سال ۲۰۰۵ میلادی پخش شد.

## بازخورد
فرهنگ‌نامه فیلم مرگتی نظر منفی‌ای درباره این فیلم ارائه داده و به آن نمره ۱٫۵ از ۴ داده است. این فرهنگ‌نامه می‌نویسد که فیلم تلاش می‌کند «دردِ تجربه‌هایی تلخ و رایج را واکاوی کند. اما همین‌که از تجربه‌های کلیشه‌ای فراتر می‌رود، نمی‌تواند به حقیقت احساسات دست یابد: گفت‌وگوهای بی‌رمق، بازی اغراق‌آمیز و نمادپردازی‌های بیش از حد به ورطه مضحکه می‌افتند». در مقابل، فرهنگ‌نامه فارینوتی دیدگاه مساعدتری دارد و به فیلم نمره ۳ از ۵ داده و آن را از نظر سبک‌شناسی پیچیده‌ترین فیلم روبرتو فائنتسا می‌داند. به گفته این فرهنگ‌نامه، «برخی ضعف‌های فیلمنامه وجود دارد» اما آن‌چه مهم‌تر است «کاوش در پیچیدگی واکنش‌های یک زن در برابر یک [...] ترک‌کردن ناگهانی» است.

## بازیگران
- مارگریتا بوی
- لوکا زینگارتی
- گوران برگوویچ
- گایا برمانی آمارال